# Stanisław Pietraszko
Stanisław Pietraszko (ur. 30 sierpnia 1928 w Milejowie, zm. 8 czerwca 2010) – polski kulturoznawca, teoretyk kultury, profesor doktor habilitowany, założyciel pierwszego w Polsce akademickiego kierunku studiów kulturoznawczych na Uniwersytecie Wrocławskim w 1972 r., tłumacz.
Rozprawę doktorską – krytyczne wydanie „Sztuki poetyckiej” Franciszka Ksawerego Dmochowskiego obronił w 1956, habilitacja obroniona w 1966 dotyczyła problematyki oświeceniowej „Doktryna literacka polskiego klasycyzmu”. Autor wielu publikacji m.in. pracy "Studia o kulturze" (popularnie nazywanej "złotą książeczką"), stanowiącej efekt wieloletniej refleksji tego uczonego nad kulturą i jej przejawami.
Pochowany 12 czerwca 2010 r. na cmentarzu przy ul. Smętnej we Wrocławiu.

## Wybrana bibliografia
- ”Doktryna literacka polskiego klasycyzmu” (ZN im. Ossolińskich, 1966 r.)
- ” Studia o kulturze” (AVA, Wrocław, 1992 r.)
- ” Uniwersyteckie studia kulturoznawcze” (Centralny Ośrodek Metodyki Upowszechniania Kultury, Warszawa, 1973 r.)